# Les 3 Brasseurs
3 Brasseurs est une entreprise de restauration française spécialisée dans la microbrasserie et qui fabrique sur place sa propre bière du même nom.

## Principe
Il s'agit de restaurants, généralement implantés en ville ou dans les centres commerciaux et fonctionnant selon le principe de la microbrasserie. 
Leurs établissements proposent une cuisine à base de spécialités typiques des brasseries alsaciennes (choucroute, flammekueche) et du Nord de la France auprès d'un public le plus large possible ; identiques par ailleurs aux établissements des autres chaînes de restauration implantées en France, ils proposent de la bière fabriquée sur place. En 2022, 36 000 hectolitres de bière ont été vendus par l'ensemble des établissements de la chaîne. 

## Histoire
En 1986, les trois frères Caluches : Tom, Aubin et Octave ouvrent leur première brasserie à Lille, dans le Nord sur l'emplacement du café Le Grand Chagnot, elle est toujours en activité et est le principal restaurant du groupe. Elle fait partie depuis 2002 du groupe Agapes Restauration, l'une des filiales de l'Association familiale Mulliez et son siège social est situé à Lezennes dans la métropole européenne de Lille.
La première succursale canadienne s’est installée en 2002 rue Saint-Denis à Montréal, la chaîne s'est ensuite développé au Québec puis en Ontario.
En novembre 2010, la chaîne gère 30 établissements, avec des restaurants en France, au Canada ainsi que dans de nombreux départements et collectivités français d'outre-mer (Polynésie française, La Réunion et Nouvelle-Calédonie). 
En 2010, la chaîne inaugure son 34e établissement, à proximité du Stade de France à Saint-Denis, près de Paris. En juillet 2019, la chaîne continue d'ouvrir des établissements et s’installe au Carré Feydeau à Nantes.

En 2023, l'enseigne compte 87 restaurants, principalement franchisés, dont 70 en France, 15 au Canada et 2 au Brésil.

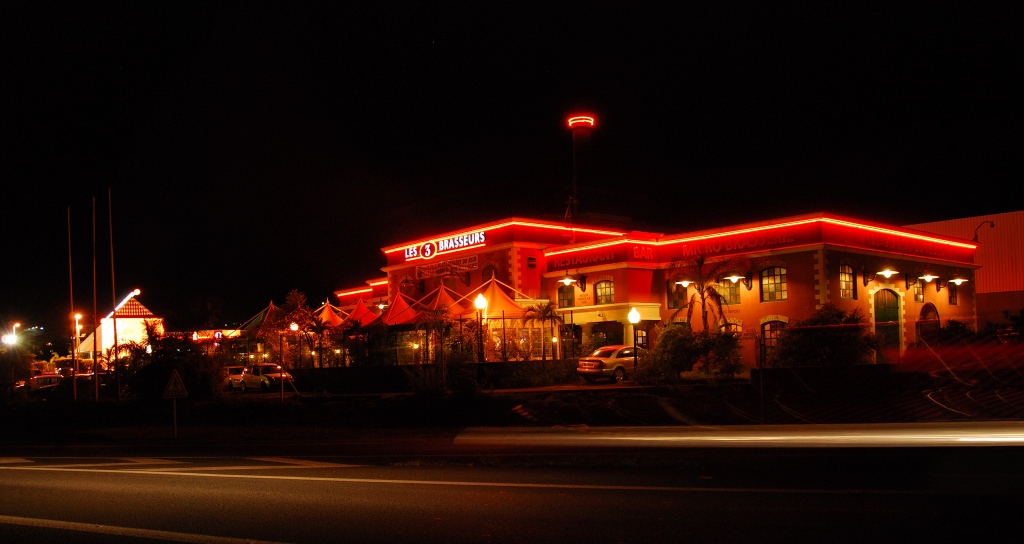
3 Brasseurs de Saint-Pierre.